# ATP de Indian Wells de 2013

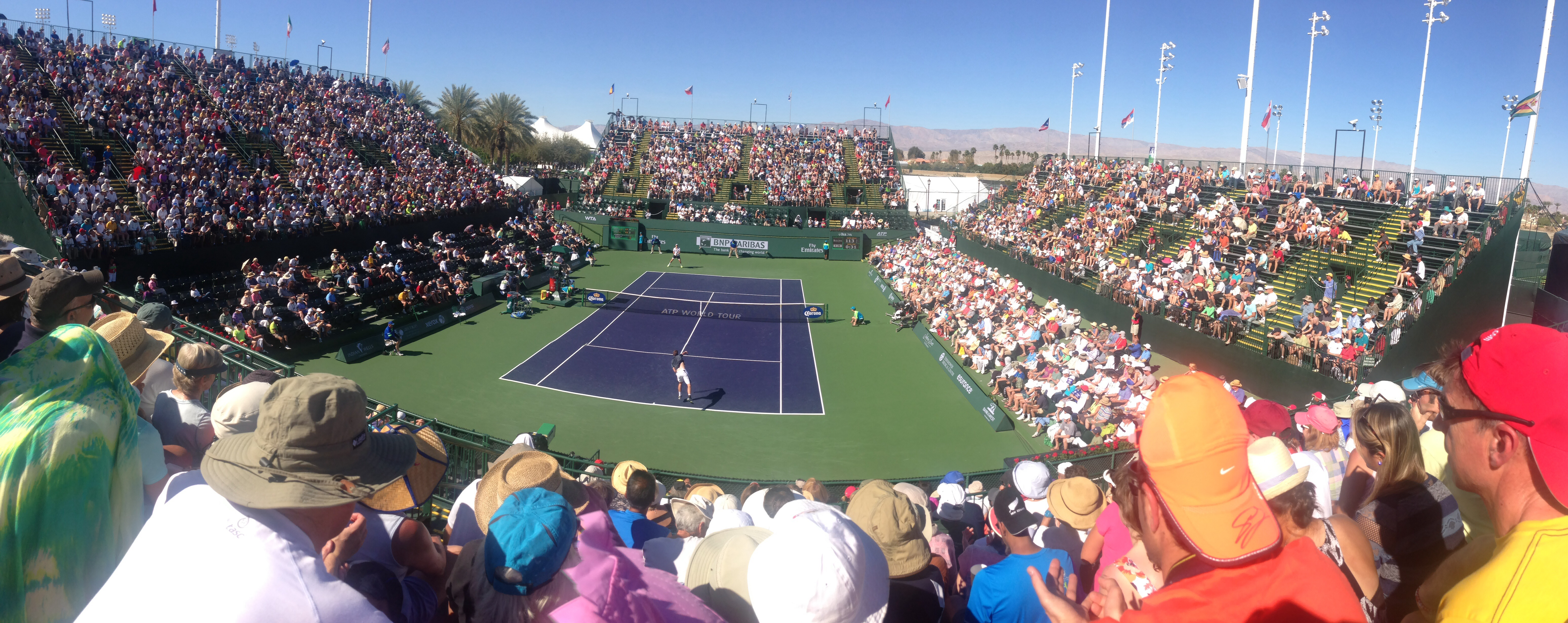
Imagem do evento.

O ATP de Indian Wells de 2013 foi um torneio de tênis masculino disputado em quadras duras na cidade de Indian Wells, nos Estados Unidos. Esta foi a 38ª edição, realizada no Indian Wells Tennis Garden.

## Distribuição de pontos e premiação

### Pontuação
| Evento  | V    | F   | SF  | QF  | Quarta rodada | Terceira rodada | Segunda rodada | Primeira rodada | Q  | Q2 | Q1 |
| Simples | 1000 | 600 | 360 | 180 | 90            | 45              | 25             | 10              | 16 | 8  | 0  |
| Duplas  | 1000 | 600 | 360 | 180 | 90            | 45              | 0              | —               | —  | —  | —  |

### Premiação
| Evento   | V          | F        | SF       | QF       | Round of 16 | Round of 32 | Round of 64 | Round of 128 | Q2     | Q1     |          |          |         |         |         |        |   |   |   |   |
| Simples  | $1,000,000 | $500,000 | $225,000 | $104,000 | $52,000     | $26,000     | $16,000     | $11,000      | $2,515 | $1,285 |          |          |         |         |         |        |   |   |   |   |
| Duplas * | $1,000,000 | $500,000 | $225,000 | $104,000 | $52,000     | $26,000     | $16,000     | $11,000      | $2,515 | $1,285 | $245,000 | $125,492 | $63,220 | $32,220 | $16,993 | $9,102 | — | — | — | — |

* por dupla

## Chave de simples

### Cabeças de chave
| País | Jogador               | Rank1 | Cabeça |
| ---- | --------------------- | ----- | ------ |
| SRB  | Novak Djokovic        | 1     | 1      |
| SUI  | Roger Federer         | 2     | 2      |
| GBR  | Andy Murray           | 3     | 3      |
| ESP  | David Ferrer          | 4     | 4      |
| ESP  | Rafael Nadal          | 5     | 5      |
| CZE  | Tomáš Berdych         | 6     | 6      |
| ARG  | Juan Martín del Potro | 7     | 7      |
| FRA  | Jo-Wilfried Tsonga    | 8     | 8      |
| SRB  | Janko Tipsarević      | 9     | 9      |
| FRA  | Richard Gasquet       | 10    | 10     |
| ESP  | Nicolás Almagro       | 11    | 11     |
| CRO  | Marin Čilić           | 12    | 12     |
| FRA  | Gilles Simon          | 13    | 13     |
| ARG  | Juan Mónaco           | 14    | 14     |
| USA  | John Isner            | 15    | 15     |
| JPN  | Kei Nishikori         | 16    | 16     |
| CAN  | Milos Raonic          | 17    | 17     |
| SUI  | Stanislas Wawrinka    | 18    | 18     |
| GER  | Tommy Haas            | 19    | 19     |
| ITA  | Andreas Seppi         | 20    | 20     |
| GER  | Philipp Kohlschreiber | 21    | 21     |
| UKR  | Alexandr Dolgopolov   | 22    | 22     |
| USA  | Sam Querrey           | 23    | 23     |
| POL  | Jerzy Janowicz        | 24    | 24     |
| FRA  | Jérémy Chardy         | 25    | 25     |
| SVK  | Martin Kližan         | 26    | 26     |
| GER  | Florian Mayer         | 27    | 27     |
| FRA  | Julien Benneteau      | 28    | 28     |
| ESP  | Fernando Verdasco     | 29    | 29     |
| RUS  | Mikhail Youzhny       | 30    | 30     |
| BUL  | Grigor Dimitrov       | 31    | 31     |
| USA  | Mardy Fish            | 32    | 32     |

- 1 Rankings como em 4 de março de 2013

### Outros participantes
Os seguintes jogadores receberam convites para a chave de simples:
- James Blake[2]
- Steve Johnson[2]
- Tommy Robredo[2]
- Tim Smyczek[2]
- Jack Sock

Os seguintes jogadores entraram na chave de simples através do qualificatório:
- Daniel Brands
- Matthew Ebden
- Ernests Gulbis
- Ivo Karlović
- Daniel Muñoz de la Nava
- Wayne Odesnik
- Guido Pella
- Philipp Petzschner
- Vasek Pospisil
- Bobby Reynolds
- Dmitry Tursunov
- Mischa Zverev

### Desistências
Antes do torneio
- Brian Baker
- Radek Štepánek
- Grega Žemlja

Durante o torneio
- Michaël Llodra (lesão no quadril)
- Leonardo Mayer (lesão nas costas)

## Chave de duplas

### Cabeças de chave
| País | Jogador              | País | Jogador           | Rank1 | Cabeça |
| ---- | -------------------- | ---- | ----------------- | ----- | ------ |
| USA  | Bob Bryan            | USA  | Mike Bryan        | 2     | 1      |
| ESP  | Marcel Granollers    | ESP  | Marc López        | 7     | 2      |
| IND  | Mahesh Bhupathi      | CAN  | Daniel Nestor     | 16    | 3      |
| BLR  | Max Mirnyi           | ROU  | Horia Tecău       | 16    | 4      |
| SWE  | Robert Lindstedt     | SRB  | Nenad Zimonjić    | 27    | 5      |
| PAK  | Aisam-ul-Haq Qureshi | NED  | Jean-Julien Rojer | 27    | 6      |
| AUT  | Jürgen Melzer        | IND  | Leander Paes      | 36    | 7      |
| POL  | Mariusz Fyrstenberg  | POL  | Marcin Matkowski  | 37    | 8      |

- 1 Rankings como em 4 de março de 2013

### Outros participantes
As seguintes parcerias receberam convites para a chave de duplas:
- James Blake /  Mardy Fish
- Andy Murray /  Jamie Murray

#### Desistências
Antes do torneio
- Marcos Baghdatis (lesão no ombro)
- Thomaz Bellucci (lesão no ombro)
- Leander Paes (gripe)
- Horia Tecău (lesão na panturrilha)

## Campeões

### Simples
- Rafael Nadal venceu  Juan Martín del Potro, 4–6, 6–3, 6–4

### Duplas
- Bob Bryan /  Mike Bryan venceram  Treat Conrad Huey /  Jerzy Janowicz 6–3, 3–6, [10–6]